# Telesforo de Trueba y Cossío
Telesforo de Trueba y Cossío, född 1799 i Santander, död 1835 i Paris, var en spansk författare och politiker.
Han uppfostrades i England, och blev anställd vid spanska legationen i Paris. Han tillhörde det konstitutionella partiet och begav sig efter absolutismens införande till England. Trueba, som 
publicerat arbeten på spanska såväl som på engelska, populariserade Walter Scotts genre i Spanien genom sina historiska romaner Gomez Arias 6 los mor os de las Alpujarras (1831) och El castellano 6 el príncipe negro en España (1845), en episod från Peter den grymmes tid. Båda romanerna hade först utkommit på engelska.
T. skrev även lustspel som El veleta och Casar-se con 60.000 duros, historiska och biografiska arbeten som História de Perú och Vida de Cortés med mera. Några af Truebas romantiska berättelser 
och annat översattes till svenska på 1830-talet.